# Ferrerons
Ferrerons és un antic poble rural al terme de municipal de Moià, pertanyent a la comarca del Moianès. És en el sector nord-est del terme municipal de Moià, a prop del límit amb Collsuspina i l'Estany. És a l'esquerra de la riera de Passarell, a banda i banda del torrent de la Boixeria, en la zona muntanyosa del nord del sector oriental de la plana de Moià.
Formen part d'aquest poble, a part de l'església i la rectoria propera, les masies de Bolederes, les Cases de Ferrerons, la Caseta Alta, la Caseta d'en Cases, Cal Cendresa, la Crespiera, Garfís, Cal Gira, la Granoia, la Guantera, la Monjoia, Can Nespler, Planella, el Riu i la Torre de Casanova.
Conjuntament amb Rodors va constituir ajuntament propi entre 1812 i 1847, any en què es van haver d'integrar en el municipi de Moià pel fet de no assolir el nombre mínim de veïns (caps de casa, electors) que determinava la llei (30).
Pascual Madoz parla breument de Ferrerons en el seu Diccionario geográfico... del 1845. S'hi refereix dient que està situat en una zona plana, amb bona ventilació i clima sa. El terreny participa de pla i de muntanyós, i és de qualitat mitjana. S'hi produïa blat i llegums i vi. Té bestiar i caça de diferents espècies. Comptava amb 13 veïns (caps de casa) i 112 ànimes (habitants).